# Betty Ross Clarke
Pour les articles homonymes, voir Clarke.

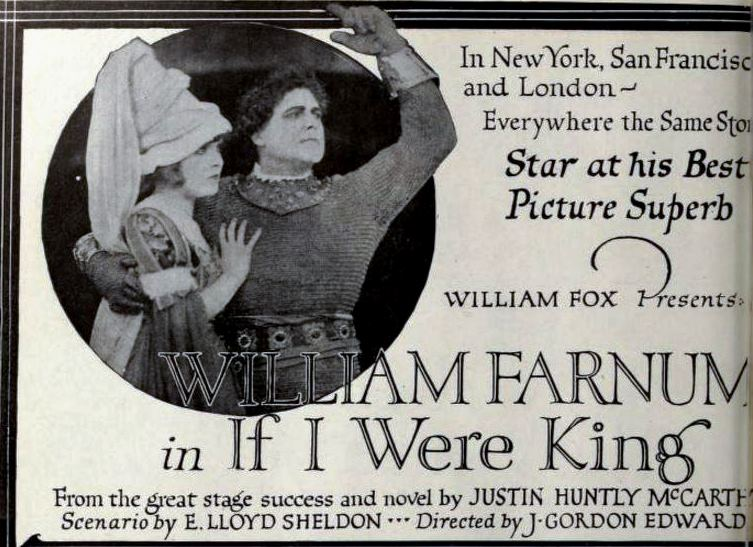
If I Were King (1920), avec William Farnum

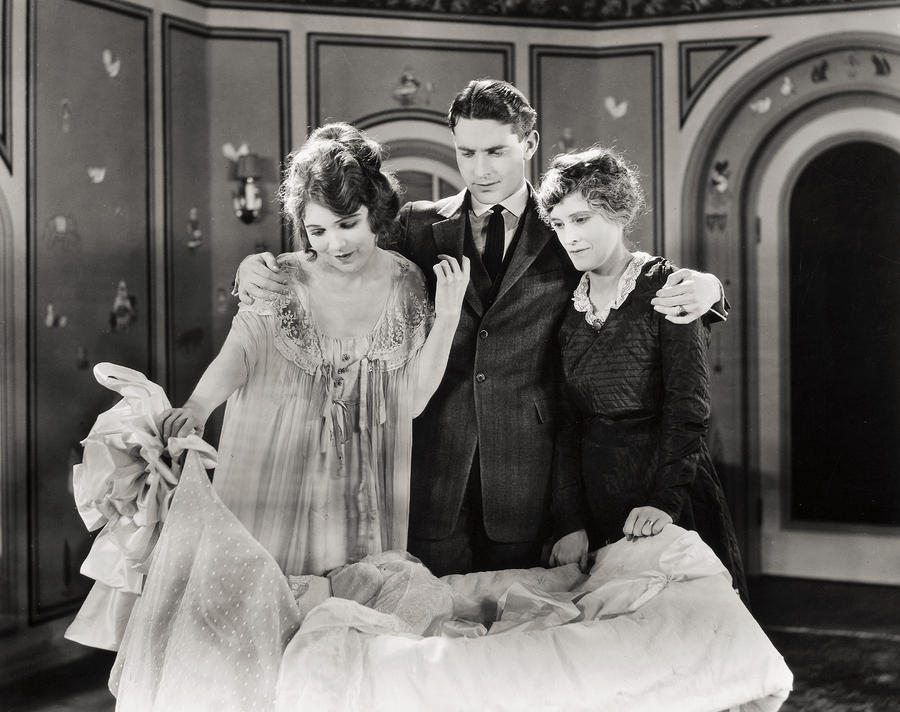
Betty Ross Clarke, Lloyd Hughes et Claire McDowell
(de g. à d.), dans Mère adorée (1921)

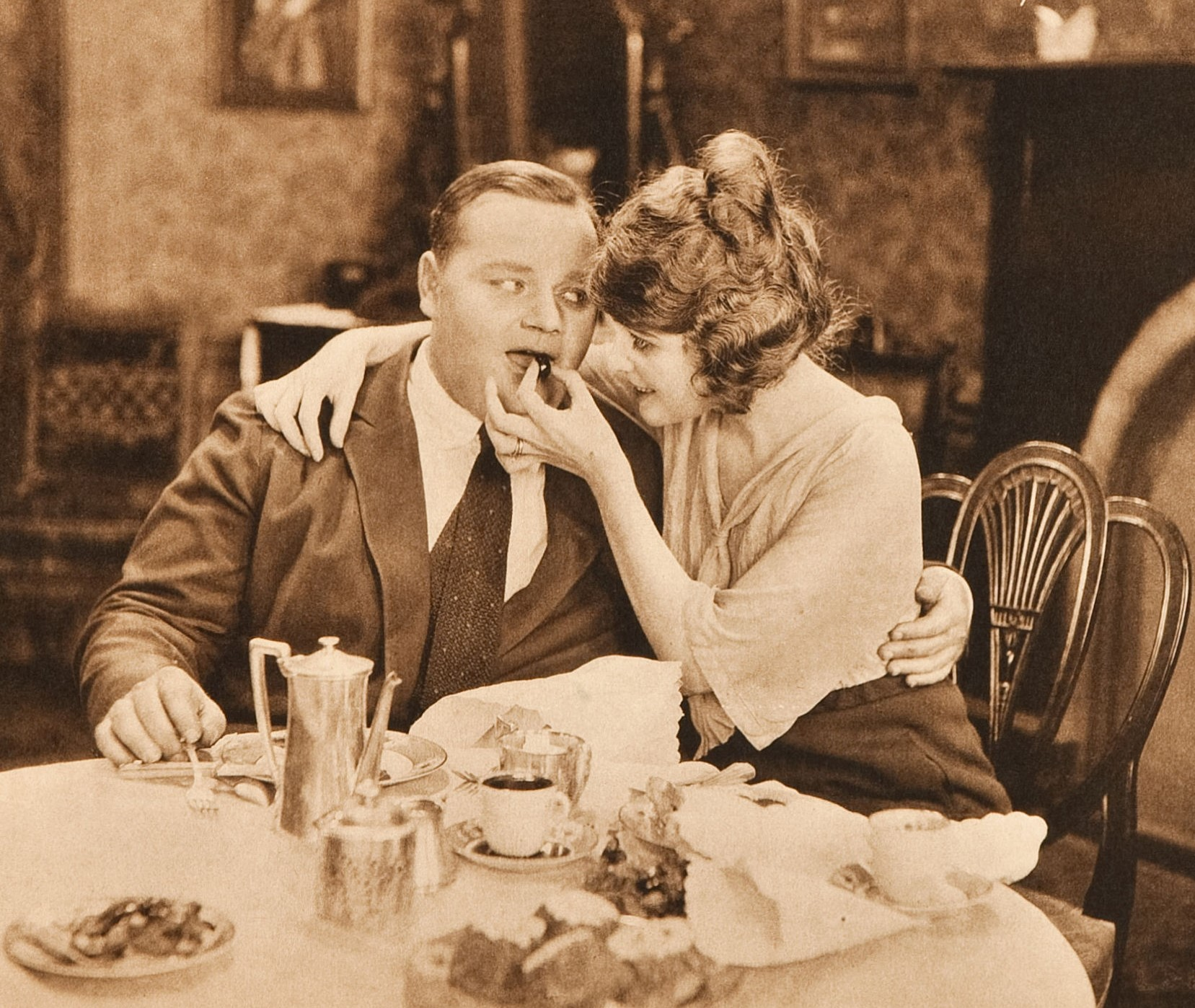
Avec Roscoe Arbuckle, dans Les Millions de Fatty (1921)

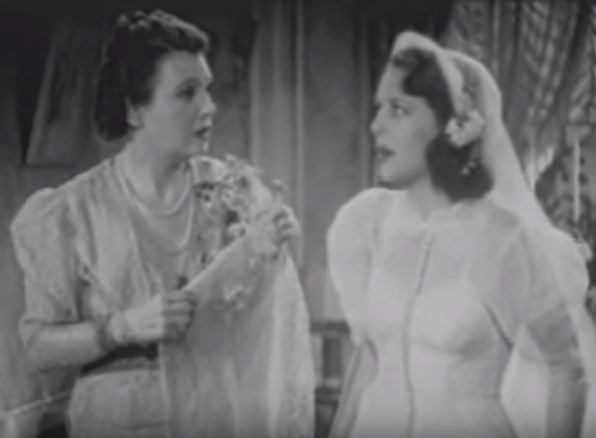
Avec Anne Nagel (à d.), dans ' (1937)

May Clarke, née le 1er mai 1892 à Langdon (Dakota du Nord) et morte le 24 janvier 1970 à Los Angeles (Californie), est une actrice américaine, connue comme Betty Ross Clarke.

## Biographie
Au théâtre, Betty Ross Clarke joue notamment à Broadway (New York) dans deux pièces, la première représentée en 1917 ; la seconde en 1922 est une adaptation de Mon homme d'André Picard et Francis Carco (avec Arthur Lubin et Béla Lugosi).
En 1921, elle épouse le banquier puis réalisateur anglais Arthur Greville Collins (1896-1980) qu'elle suit en 1924 à Londres, où elle se produit également sur les planches, entre autres dans une adaptation de la pièce de René Fauchois Le Singe qui parle (1925). Elle participe aussi à une tournée théâtrale en Australie courant 1926.
Au cinéma, Betty Ross Clarke contribue durant la période du muet à treize films (majoritairement américains), les trois premiers sortis en 1920, dont If I Were King (avec William Farnum et Fritz Leiber). Citons ensuite Les Millions de Fatty de Joseph Henabery (1921, avec Roscoe Arbuckle et Fred Huntley) et The Man from Downing Street d'Edward José (1922, avec Earle Williams et Boris Karloff).
Ses deux derniers films muets, sortis en 1924, sont britanniques, résultat de son séjour londonien ci-dessus évoqué. Elle revient définitivement aux États-Unis en 1929 et divorce d'Arthur Gréville Collins en 1933.
Durant la période du parlant, elle apparaît encore dans vingt-deux autres films américains, depuis un court métrage (1930) jusqu'à Untamed (en) de George Archainbaud (1940, avec Ray Milland et Patricia Morison), après quoi elle se retire définitivement de l'écran.
Entretemps, mentionnons Double assassinat dans la rue Morgue de Robert Florey (1932, avec Sidney Fox et Béla Lugosi), L'amour frappe André Hardy de George B. Seitz (1938, avec Mickey Rooney et Judy Garland) et Un envoyé très spécial de Jack Conway (1938, avec Clark Gable et Myrna Loy).

## Théâtre

### Broadway (intégrale)
- 1917 : The Family Exit de Lawrence Langner : rôle non spécifié
- 1922 : Mon homme (The Red Poppy) d'André Picard et Francis Carco : Liane

### Londres (sélection)
- 1924 : Bachelor Husbands d'Avery Hopwood : Fifi Morgan
- 1925 : Le Singe qui parle (The Monkey Talks) de René Fauchois, adaptation de Rowland Leigh : Dora Lavender[3]
- 1926 : The House of Glass de Max Marcin : Margaret Case

## Filmographie partielle
(films américains, sauf mention contraire)

### Période du muet (1920-1924)
- 1920 : The Very Idea de Lawrence C. Window : Nora
- 1920 : Amour d'antan (Romance) de Chester Withey : Susan Van Tuyl
- 1920 : If I Were King de J. Gordon Edwards : Catherine de Vaucelles
- 1921 : Lucky Carson de Wilfrid North : Doris Bancroft
- 1921 : Les Millions de Fatty (Brewster's Millions) de Joseph Henabery : Peggy
- 1921 : Mère adorée (Mother o' Mine) de Fred Niblo : Dolly Wilson
- 1921 : The Fox de Robert Thornby : Annette Fraser
- 1922 : The Man from Downing Street d'Edward José : Doris Burnham
- 1922 : At the Sign of the Jack O'Lantern de Lloyd Ingraham : Mme Carr
- 1924 : The Cost of Beauty de Walter Summers (film britannique) : Diana Faire

### Période du parlant (1930-1940)
- 1931 : Une femme moderne (The Age for Love) de Frank Lloyd : Dot Aldrich
- 1932 : Double Assassinat dans la rue Morgue (Murders in the Rue Morgue) de Robert Florey : Mme L'Espanaye
- 1933 : Headline Shooter d'Otto Brower : Sue, l'épouse de Mike
- 1936 : Three Maried Men d'Edward Buzzell : Annie
- 1936 : Killer-Dog de Jacques Tourneur (court métrage) : la mère
- 1937 : Blossoms on Broadway de Richard Wallace : Mme Peagram
- 1937 : A Bride for Henry de William Nigh : Mme Curtis
- 1937 : A Night at the Movies de Roy Rowland (court métrage) : l'épouse
- 1938 : Les Enfants du Juge Hardy (Judge Hardy's Children) de George B. Seitz : la tante Millie Forrest
- 1938 : Trois Hommes dans la neige ou Sans tambour, ni trompette (Paradise for Three'') d'Edward Buzzell : une opératrice téléphonique
- 1938 : Woman Against Woman (en) de Robert B. Sinclair : Alice
- 1938 : L'amour frappe André Hardy (Love Finds Andy Hardy) de George B. Seitz : la tante Millie Forrest
- 1938 : Un envoyé très spécial (Too Hot to Handle) de Jack Conway : Mme Harding
- 1938 : Chasseurs d'accidents (The Chaser) d'Edwin L. Marin : une secrétaire
- 1939 : Quatre Jeunes Femmes (Four Wives) de Michael Curtiz : une infirmière du docteur Forrest
- 1940 : Untamed de George Archainbaud : la mère